# James « Grizzly » Adams
Pour les articles homonymes, voir Adams.
James (ou John) Capen « Grizzly » Adams, né le 12 octobre 1812 et mort le 25 octobre 1860, est un Américain connu pour avoir vécu dans les montagnes de l'ouest du continent, essentiellement en Californie, accompagné par un ours nommé Benjamin Franklin (l'ours du drapeau californien[réf. souhaitée]) et parmi les animaux sauvages qu'il capturait pour des parcs zoologiques.
Sa vie en milieu sauvage a été romancée dans un film sorti en 1974, lequel a donné naissance à une télésérie : Grizzly Adams.